# Кашгар
 Тази статия е за града в Китай.  За префектурата вижте Кашгар (префектура).  
Кашгар (на китайски 喀什噶爾, на пинин Kashgar и Kāshí, наричан също Каши) е град-оазис в Синдзян-уйгурския автономен регион на Китай.
Разположен е западно от пустинята Такламакан в подножието на Тяншан, на 1270 м надморска височина. Намира се на древния Път на коприната. Населението му през 2010 година е 321 042 души, предимно уйгури.

## Известни личности
Родени в Кашгар
- Махмуд от Кашгар (1029-1101), езиковед
- Нури Туркел (р. 1970), общественик

Починали в Кашгар
- Адолф Шлагинтвайт (1829-1857), германски изследовател